# Annemarie Heinrich
Pour les articles homonymes, voir Heinrich.
Annemarie Heinrich (Darmstadt, Allemagne, 1912 - Buenos Aires, 2005) est une photographe d’origine allemande naturalisée argentine.
Spécialisée dans les portraits et le nu artistique, elle s’illustra plus particulièrement en photographiant dans les années 1940 une série d’actrices et d’acteurs de cinéma de son pays d’adoption,,. Elle fut la première en Argentine à pratiquer la photographie comme une forme d'art.

## Biographie
Née en 1912 à Darmstadt (selon d’autres sources à Dresde), Annemarie Heinrich grandit à Berlin, jusqu’à ce que des raisons économiques et politiques (son père, auparavant premier violon à l’opéra de Berlin, revenu blessé de la Grande Guerre, était dorénavant dans l’incapacité de jouer de son instrument) portèrent sa famille à émigrer en Argentine en 1926, pour s’établir à Larroque, dans le département de Gualeguaychú, en Entre Ríos, où deux frères de la mère d’Annemarie, pacifistes, s’étaient installés dès avant la guerre. C’est d’un de ces deux oncles, photographe de la localité, qu’elle apprit la photographie, se voyant offrir ainsi une alternative à son désir de devenir scénographe, désir irréalisable pour elle en Argentine, car ne possédant pas encore la langue espagnole.

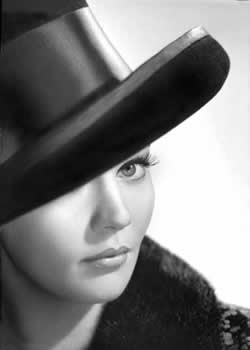
Pinky (Lidia Satragno), 1964.

Après que la famille eut déménagé vers le Grand Buenos Aires, à Villa Ballester (partido de San Martín), elle chercha, en l’absence de cours ou d’ouvrages spécialisés, à s’engager comme apprentie dans différents studios de photographie tenus par des Allemands, Polonais, Hongrois ou Autrichiens, où elle accomplit toutes sortes de tâches ‒ nettoyer les cuves de développement, préparer le révélateur etc. ‒, tout en étudiant, à ses heures, l’espagnol au Colegio Roca. Le week-end, au moyen de l’appareil photo de son père, elle prenait des photos sur la place de Villa Ballester, le quartier qu’elle habitait avec sa famille. Elle aménagea une chambre noire dans le domicile parental et ouvrit, à l’âge de 18 ans, son premier studio de photographie. Avec l’aide de son père, elle confectionna ses propres sources d’éclairage à partir de bidons de kérosène.
Elle commença bientôt à faire le portrait des dames de la haute société pour le compte de la revue Mundo social, et, poser devant l’appareil photo de Heinrich étant devenu une sorte de consécration que toutes recherchaient, son studio de la rue Santa Fe se transforma progressivement en un lieu mythique. Dans les années 1930, elle s’illustra surtout, en parallèle avec le grand développement que connut alors l’industrie du cinéma et la radio, et en plus de ses photos de mode, de danse, ou de ses nus, par des portraits d’actrices et d’acteurs, qu’elle fit paraître dans les revues consacrées au spectacle, telles que Sintonía, Radiolandia, El Hogar, entre autres. En particulier, dès le tout premier numéro en 1935, et une quarantaine d’années durant, le magazine Radiolandia publia en page de couverture les photographies de Heinrich. Une première exposition consacrée à ses photographies eut lieu en 1938 ; de nombreuses autres devaient suivre à partir de 1950, en Argentine même, au Brésil, au Pérou, en Italie, en France et en Union soviétique ‒ la dernière en date au musée de la Photographie à Charleroi.
En 1953, elle cofonda l’éphémère groupe de photographes argentins Carpeta de los diez et mit sur pied en 1979, conjointement avec cinq autres photographes, le Conseil argentin de la Photographie, dont le propos était (et est encore) l’étude et la diffusion de la production photographique nationale argentine et l’introduction des œuvres les plus innovantes de la création mondiale. Entre autres faisaient partie de ce Conseil ses disciples Sara Facio et Alicia D'Amico.
En 1982, elle se vit décerner le prix Konex ‒ Diplôme du Mérite ‒ au titre de l’un des 5 meilleurs photographes de la décennie en Argentine.
Elle avait son studio sur l' Avenida Callao et l’Avenida Las Heras, dans le quartier portègne de Recoleta. Elle s’éteignit en septembre 2005, à l’âge de 93 ans, à Buenos Aires, et fut inhumée dans la section allemande du cimetière de la Chacarita. Elle avait été mariée avec l’écrivain Ricardo Sanguinetti, dont elle eut deux enfants, Alicia et Ricardo Sanguinetti, qui sont tous deux actifs comme photographes. Alicia travaille dans le même studio que sa mère.

## Œuvre

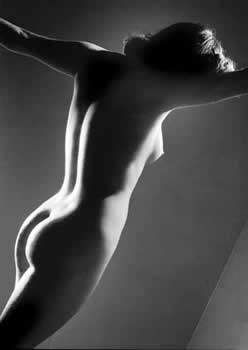
Desnudo II La Paloma, 1945.

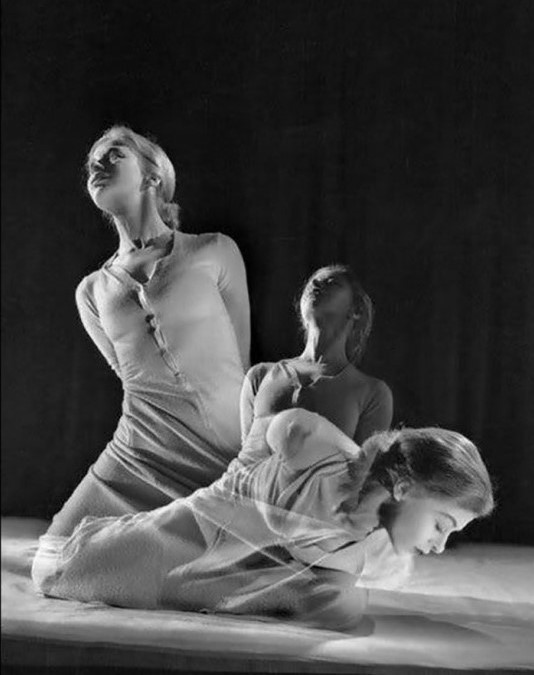
Portrait de la danseuse Renate Schottelius, 1952.

Annemarie Heinrich réalisa le portrait photographique de nombre de célébrités argentines, du spectacle ou autres, de la période dorée du cinéma et du théâtre argentins, images qui aux yeux de beaucoup d’Argentins aujourd’hui, souvent dans l’ignorance que ces photos sont d’elle, ont fini par revêtir un caractère de photo officielle, et appartiennent en quelque sorte à la mémoire collective argentine. En 1939, c’est elle qui fut chargée de faire les premières photos d’Eva Duarte, actrice alors âgée de vingt ans et encore quasi inconnue ; évoquant cet épisode, Heinrich dit : « la première fois que j’ai fait son portrait, c’était pour la revue Sintonía. On m’avait demandé que je fasse d’elle de 'bonnes photos et un peu sexy, si c’est possible', ce que je n’ai pas pu faire parce qu’Eva n’était pas sexy. Elle était une gamine de province, très modeste et simple ». Elle réalisa aussi les portraits de Libertad Lamarque, Mirtha Legrand, Zully Moreno, Tilda Thamar, Jorge Luis Borges, Pablo Neruda, Chabuca Granda, Yehudi Menuhin, Juan Carlos Castagnino, Rafael Alberti, Atahualpa Yupanqui, Mercedes Sosa, Astor Piazzolla, Aníbal Troilo, Marlene Dietrich, Flora Nudelman, etc.
En plus du portrait, Heinrich se voua pendant toute sa carrière à l’art du nu en photographie. En 1991, l’exposition, dans la vitrine de son studio, d’une photo de nu de l’actrice Niní Gambier, prise en 1944, déclencha un petit scandale.
Annemarie Heinrich fit du portrait photographique et du nu un véritable art, et fut probablement la première en Argentine à traiter la photographie comme telle. Elle possédait par ailleurs une technique exceptionnelle et fut experte et novatrice en matière d’éclairage et de retouches sur le négatif. Précocement, elle sut exploiter, au service de la pureté des formes et d’une glorification du corps humain, et pour les besoins de ses desseins esthétiques et de ses idées d’avant-garde, toute la gamme des possibilités techniques de la photographie : montage, retouches, flou, clair-obscur, exposition prolongée et multiple, etc.
Son premier livre de photographies, El ballet en la Argentina, comprenant 233 images sur la danse, réalisées entre 1934 et 1960, parut en 1962, avec des textes (sous le pseudonyme d’Álvaro Sol) de celui qui fut son époux, l’écrivain Ricardo Sanguinetti.
Elle considérait l’art du portrait comme résultant d’une collaboration entre le photographe et son modèle. Dans un reportage du quotidien Clarín, elle déclara :

« Un bon portrait, c’est davantage qu’une photo pour carte d’identité. Un visage doit exprimer tout ce qu’un être humain renferme au-dedans de lui-même, et cela prend du temps. »

Dans ce même reportage, elle livra sa manière de travailler et sa vision de l’art :

« La beauté, on l’appréhende en regardant. J’ai travaillé toute ma vie en regardant un corps, une lumière, un reflet. »

Annemarie Heinrich avait adopté des positions opposées au nazisme. « Si le photographe n’a pas d’éthique », affirma-t-elle, « la meilleure photo du monde ne vaut rien. »

## Prix
Annemarie Heinrich fut honorée des prix et distinctions suivants :
- Premier prix du Foto Club Argentino (1982)
- Premier prix, médaille d’or, de l’AAFP (1982)
- Prix Alicia Moreau de Justo aux Cent Femmes remarquables du XXe siècle
- Honorable Excelencia FIAP mondiale de la Fédération internationale de l'art photographique, FIAP (1982)
- Nommée membre de la Gesellschaft Deutscher Lichtbilder (Allemagne)
- Prix décerné par le Théâtre Colón de Buenos Aires pour sa contribution à la culture (1992)
- Citoyenne illustre de la Ville de Buenos Aires (1992)
- Prix argentin décerné par le Musée national des Beaux-Arts (Première Biennale internationale d’Art de Buenos Aires, 2001)

## Publications
- Ballet en la Argentina, avec des textes de Álvaro Sol (pseudonyme de son mari R. Sanguinetti), 1962
- Annemarie Heinrich, Centro Editor de América Latina, 1982
- La Azotea, el espectáculo en la Argentina, 1988
- Annemarie Heinrich. Un cuerpo, una luz, un reflejo, textes de Juan Travnik, éd. Larivière, 2004

## Galerie

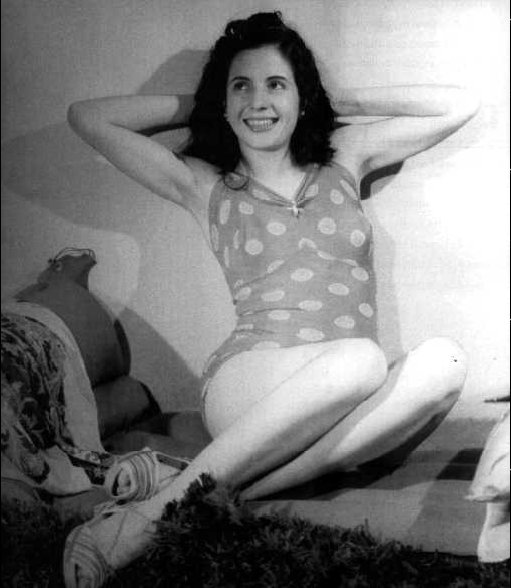
Eva Perón, 1939
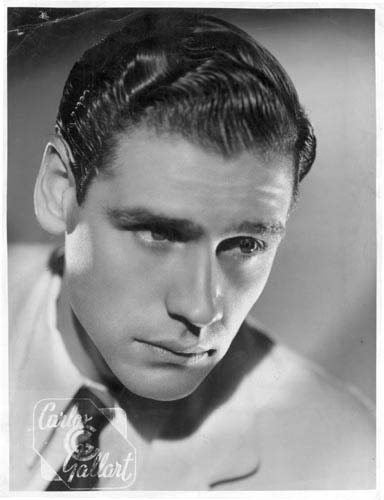
Armando Bó, années 1940
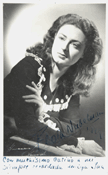
Flora Nudelman, 1949
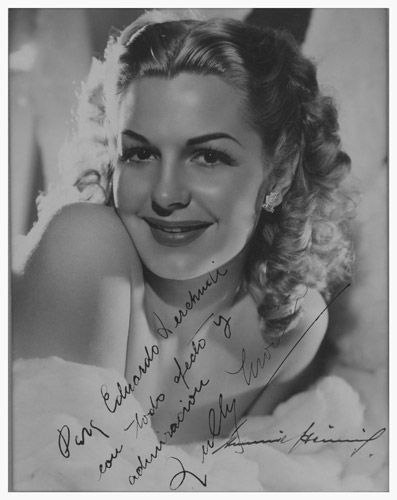
Zully Moreno, années 1940 ou 1950
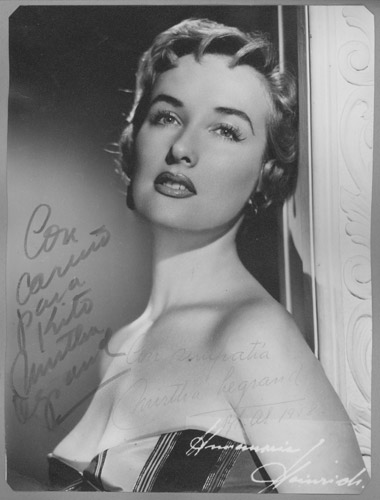
Mirtha Legrand, années 1950
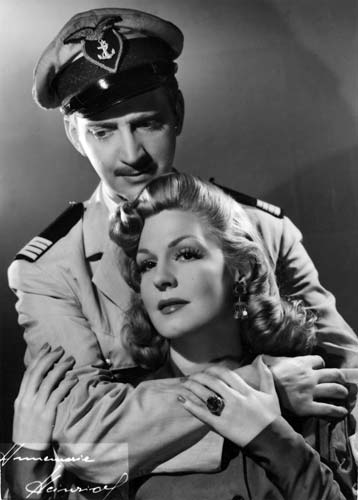
Zully Moreno avec Ernesto Bianco, 1954
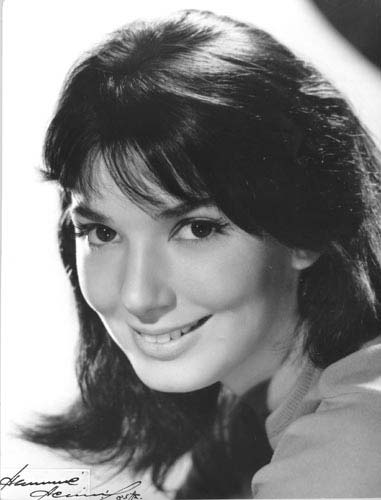
Graciela Borges, vers 1960/65
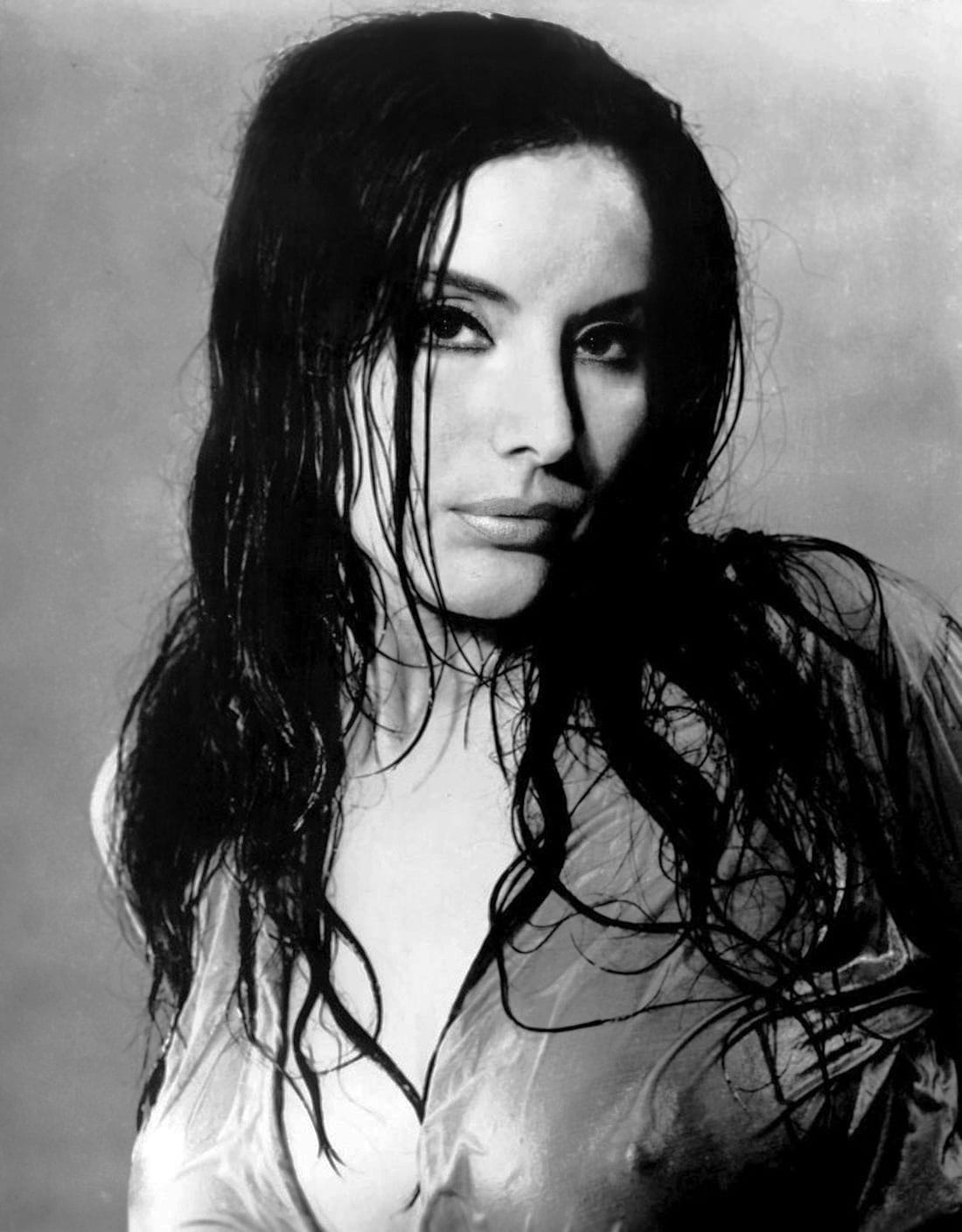
Isabel Sarli, 1961
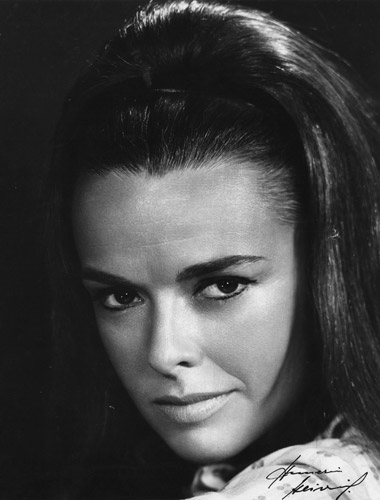
Susana Freyre, 1968
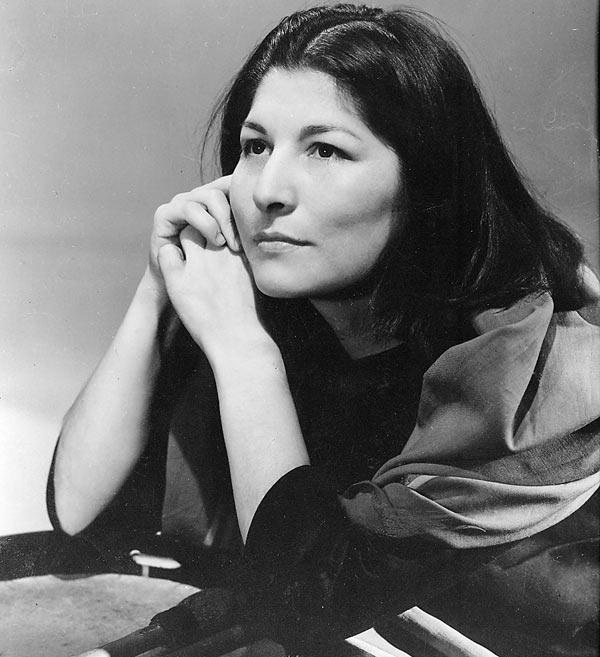
Mercedes Sosa